# Izumi Katō
Izumi Katō (加藤和?, Katō Izumi; Fukushima, 24 marzo 1990) è una nuotatrice giapponese.

## Carriera
Ha gareggiato nei 200 metri misti nella XXVI Universiade estiva a Shenzen nel 2011 (vincendo la medaglia d'oro) e ai Giochi della XXX Olimpiade a Londra nel 2012 (classifcandosi al 14º posto).